# Evelyn Okeke
Evelyn Okeke (* 1950) ist eine ehemalige nigerianische Leichtathletin, die sich auf das Kugelstoßen spezialisiert hat. Ihren größten Erfolg feierte sie mit dem Gewinn der Goldmedaille bei den Afrikaspielen 1973 in Lagos.

## Sportliche Laufbahn
Evelyn Okeke siegte 1973 mit einer Weite von 13,59 m bei den Afrikaspielen in Lagos. Im Jahr darauf belegte sie bei den British Commonwealth Games in Christchurch mit 13,81 m den neunten Platz.